# لينوكس روبنسون
لينوكس روبنسون (بالإنجليزية: Lennox Robinson)‏ هو كاتب سيناريو وشاعر أيرلندي، ولد في 4 أكتوبر 1886، وتوفي في 15 أكتوبر 1958.

## وصلات خارجية
- لينوكس روبنسون على موقع IMDb (الإنجليزية)
- لينوكس روبنسون على موقع الموسوعة البريطانية (الإنجليزية)
- لينوكس روبنسون على موقع قاعدة بيانات برودواي على الإنترنت (الإنجليزية)